# Enche-me de Ti
Enche-me de Ti é o primeiro álbum ao vivo de Nívea Soares, sendo o segundo trabalho de sua discografia. Foi gravado na Igreja Batista da Lagoinha em Belo Horizonte, Minas Gerais, em 27 de novembro de 2004 e lançado em janeiro de 2005. A sonoridade do disco baseia-se no pop, com elementos de rock britânico.
O álbum conquistou avaliações favoráveis da crítica e foi eleito o 53º melhor disco da década de 2000, de acordo com lista publicada pelo Super Gospel.

## Faixas
1. "Aquele que É" (Nívea Soares) — 6:31
2. "Cada Dia Mais e Mais" (Nívea Soares) — 4:31
3. "Apaixonado por Ti" (Nívea Soares) — 7:08
4. "Enche-me de Ti" (Nívea Soares) — 8:02
5. "Visitação" (Nívea Soares) — 6:33
6. "Me Esvaziar" (Nívea Soares) — 10:15
7. "Te Amar" (Nívea Soares) — 6:04
8. "Centro da Tua Vontade" (Nívea Soares) — 5:59
9. "Te Amo Jesus" (Nívea Soares) — 7:57
10. "Som que Vem dos Céus" (Nívea Soares) — 10:52